# Liste der Biografien/Nt
Liste der Biografien |
Portal Biografien |
Personensuche
# |
A |
B |
C |
D |
E |
F |
G |
H |
I |
J |
K |
L |
M |
N |
O |
P |
Q |
R |
S |
T |
U |
V |
W |
X |
Y |
Z |
?
 
Na |
Nb |
Nc |
Nd |
Ne |
Nf |
Ng |
Nh |
Ni |
Nj |
Nk |
Nl |
Nm |
Nn |
No |
Nr |
Ns |
Nt |
Nu |
Nv |
Nw |
Nx |
Ny |
Nz
Die Liste der Biografien führt alle Personen auf, die in der deutschsprachigen Wikipedia einen Artikel haben. Dieses ist eine Teilliste mit 81 Einträgen von Personen, deren Namen mit den Buchstaben „Nt“ beginnt.

## Nt

### Nta
- Ntab, Dai Dai (* 1994), niederländischer Eisschnellläufer
- Ntafu, George (1942–2015), malawischer Politiker
- Ntaganda, Bernard, ruandischer Anwalt und Politiker
- Ntaganda, Bosco (* 1973), kongolesischer Milizenführer
- Ntagungira, Jean Bosco (* 1964), ruandischer römisch-katholischer Geistlicher, Bischof von Butare
- Ntagwarara, Jean (* 1947), burundischer römisch-katholischer Geistlicher und Bischof von Bubanza
- Ntahondereye, Joachim (* 1953), burundischer Geistlicher, römisch-katholischer Bischof von Muyinga
- Ntahonvukiye, Odette (* 1994), burundische Judoka
- Ntakarutimana, Egide (* 1997), burundischer Langstreckenläufer
- Ntakarutimana, Emmanuel (* 1956), burundischer römisch-katholischer Ordensgeistlicher, Bischof von Bubanza
- Ntakirutimana, Elizaphan (1924–2007), ruandischer Pastor der Siebenten-Tags-Adventisten
- Ntalou, Antoine (* 1940), kamerunischer Geistlicher und emeritierter römisch-katholischer Erzbischof von Garoua
- Ntamabyaliro Rutagwera, Agnès, ruandische Politikerin, Justizministerin
- Ntamack, Charlotte (* 1979), kamerunische Autorin, Schauspielerin und Komikerin
- Ntamack, Romain (* 1999), französischer Rugby-Union-Spieler
- Ntamagiro, Else Nizigama (* 1972), burundische Botschafterin
- Ntambue Kasembe, Félicien (* 1970), kongolesischer Ordensgeistlicher und römisch-katholischer Erzbischof von Kananga
- Ntambwe, Malcolm Albert (* 1993), deutscher Fußballspieler
- Ntamwana, Simon (* 1946), burundischer Geistlicher, emeritierter römisch-katholischer Erzbischof von Gitega
- Ntaole, Frans (* 1950), lesothischer Leichtathlet
- Ntare I. Rushatsi, König von Burundi
- Ntare IV. Rugamba, König von Burundi
- Ntaryamira, Cyprien (1955–1994), burundischer Politiker, Präsident von Burundi (1994)Cyprien Ntaryamira (1955–1994)

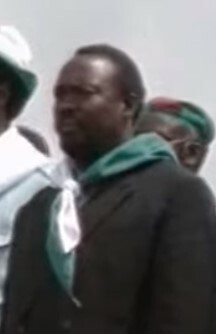
Cyprien Ntaryamira (1955–1994)

- Ntawulikura, Mathias (* 1964), ruandischer Langstreckenläufer

### Ntc
- Ntcham, Olivier (* 1996), kamerunisch-französischer Fußballspieler
- N’Tchama, Caetano (1955–2007), guinea-bissauischer Premierminister
- N’Tchoréré, Charles (1896–1940), französischer Militärsoldat äquatorial-afrikanischer Herkunft

### Nte
- Ntege, Monica Azuba (* 1956), ugandische Politikerin, Managerin und Bauingenieurin
- Nteka, Afonso (1940–1991), angolanischer römisch-katholischer Ordensgeistlicher, Bischof von M’banza Kongo
- Ntep, Dieudonné (1959–2021), kamerunischer Radsportler
- Ntep, Jean-Bosco (* 1951), kamerunischer Geistlicher, Bischof von Edéa
- Ntep, Paul-Georges (* 1992), kamerunisch-französischer Fußballspieler
- Ntereke, Camera (* 1964), botswanischer Sprinter
- Nterere, Jean-Berchmans (1942–2001), burundischer Geistlicher, römisch-katholischer Bischof von Muyinga
- Nteso, Noheku (* 1962), lesothischer Leichtathlet
- Ntetema, Vicky, tansanische Journalistin
- Ntetsikas, Ioannis (* 2000), griechischer Sprinter
- Ntezimana, Jean Claude (* 1978), ruandischer Politiker

### Nth
- Nthethe, Thabo (* 1984), südafrikanischer Fußballspieler
- Nthuka, Moses (* 1964), kenianischer, anglikanischer Bischof
- Nthwane, Peter († 2016), südafrikanischer Jazzmusiker (Trompete, Gesang, Komposition), zuvor Tänzer

### Nti
- Nti, Opoku (* 1961), ghanaischer Fußballspieler
- N’tia, Romeo (* 1995), beninischer Weitspringer
- Ntia-Obong, Mercy (* 1997), nigerianische Sprinterin
- Ntiamoa Baidu, Yaa (* 1951), ghanaische Zoologin und Hochschullehrerin
- Ntiamoah, Brigitte (* 1994), französische Leichtathletin
- N’Tiamoah, Edmond (* 1981), ghanaischer Fußballspieler
- Ntibantunganya, Sylvestre (* 1956), burundischer Politiker, Staatspräsident von Burundi
- Ntibazonkiza, Saïdi (* 1987), burundischer Fußballspieler
- Ntibitura, Jean Bosco, ruandischer Politiker
- Ntihinyurwa, Thaddée (* 1942), ruandischer Geistlicher, emeritierter römisch-katholischer Erzbischof von Kigali
- Ntilikina, Frank (* 1998), französischer Basketballspieler
- Ntim, Benjamin Aggrey (* 1942), ghanaischer Politiker und Hochschullehrer
- Ntini, Frank Twum (1984–2020), ghanaischer Fußballspieler
- Ntini, Makhaya (* 1977), südafrikanischer Cricketspieler
- Ntirwaza, Sudi (* 1999), burundischer Fußballspieler
- Ntivuguruzwa, Balthazar (* 1967), ruandischer Geistlicher, römisch-katholischer Bischof von Kabgayi

### Ntl
- Ntlot'soeu, Mpesela (* 1977), lesothischer Leichtathlet

### Nto
- NTO, französischer Musikproduzent aus dem Bereich des Minimal Techno
- Ntombela, Sisi (* 1957), südafrikanische Politikerin
- Ntombi, Regentin und Ndlovukati von SwasilandNtombi

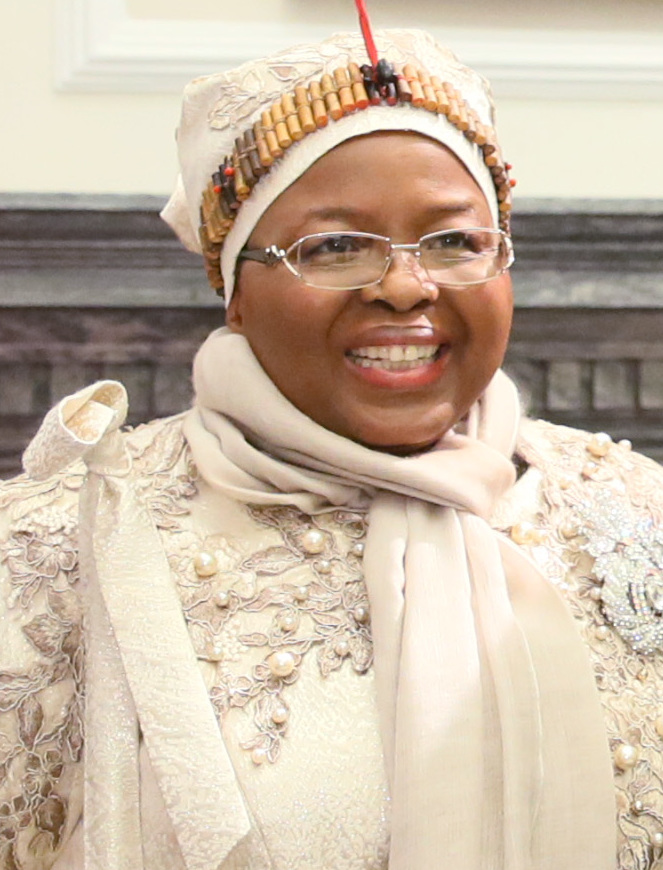
Ntombi

- Ntoni, Victor (1947–2013), südafrikanischer Jazzmusiker
- Ntoumi, Francine (* 1961), kongolesische Molekularbiologin
- Ntoumitreskou, Rouxantra (1977–2024), griechische Volleyballspielerin

### Nts
- Ntsay, Christian Louis (* 1961), madagassischer Politiker
- Ntsengue, Wilfried (* 1998), kamerunischer Boxer
- Ntshebe, Siphiwo (1974–2010), südafrikanischer Opernsänger (Tenor)
- Ntshingila, Patience (* 1989), südafrikanische Weit- und Dreispringerin
- Ntshingwayo Khoza, Häuptling der Khoza und Anführer im Zulukrieges
- Ntshoko, Makaya (1939–2024), südafrikanischer Jazzmusiker
- Ntshona, Winston (1941–2018), südafrikanischer Schauspieler
- Ntsikana († 1821), Prophet und Xhosa-Dichter
- Ntsoane, Tumelo (* 1981), lesothischer Fußballspieler
- Ntsoelengoe, Pule Patrick (1952–2006), südafrikanischer Fußballspieler

### Ntu
- Ntuka, Jeffrey (1985–2012), südafrikanischer Fußballspieler
- Ntuli, Thandi (* 1987), südafrikanische Jazzmusikerin (Gesang, Piano, Komposition)
- Ntumba Muamba, Artjom (* 2003), russischer Fußballspieler
- N’tuve, Salomo (* 1988), schwedischer Boxer

### Ntw
- Ntwali, John Williams (1979–2023), ruandischer Investigativjournalist
- Ntweng, Victor (* 1995), botswanischer Hürdenläufer

### Ntz
- Ntziachristos, Vasilis (* 1970), griechischer Ingenieur